# Virginia Slims of Houston 1993
Il  Virginia Slims of Houston 1993 è stato un torneo di tennis giocato sulla terra rossa. È stata la 23ª edizione del torneo, che fa parte della categoria Tier II nell'ambito del WTA Tour 1993. Si è giocato al Westside Tennis Club di Houston negli USA dal 22 al 28 marzo 1993.

## Campionesse

### Singolare
Conchita Martínez ha battuto in finale  Sabine Hack con il punteggio di 6–3, 6–2

### Doppio
Katrina Adams /  Manon Bollegraf hanno battuto in finale  Evgenija Manjukova /  Radka Zrubáková con il punteggio di 6–3, 5–7, 7–6